# 最低
| ウィキペディアには「最低」という見出しの百科事典記事はありません（タイトルに「最低」を含むページの一覧/「最低」で始まるページの一覧）。 代わりにウィクショナリーのページ「最低」が役に立つかもしれません。 |